# 聖薩爾瓦多縣 (恩特雷里奧斯省)

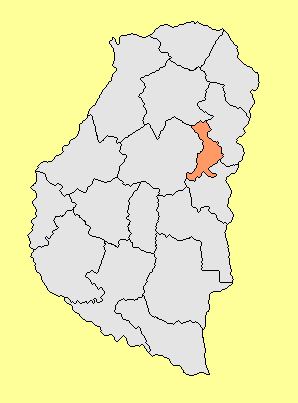

31°37′S 58°30′W / 31.617°S 58.500°W
聖薩爾瓦多縣（西班牙語：Departamento San Salvador），是阿根廷的縣份，位於該國東北部恩特雷里奧斯省，首府設於聖薩爾瓦多，面積3,143平方公里，2010年人口15,079，人口密度每平方公里4.8人。